# Stansstad
Stansstad − miejscowość i gmina w środkowej Szwajcarii, w kantonie Nidwalden. Leży nad Jeziorem Czterech Kantonów.  

## Demografia
W Stansstad mieszkają 4 822 osoby. W 2021 roku 20% populacji gminy stanowiły osoby urodzone poza Szwajcarią. 

## Transport
Przez teren gminy przebiegają autostrada A2 oraz drogi główne nr 4 i nr 374. 